# Désirée Viola
Désirée Viola (Houthalen, 5 de enero de 1992-7 de diciembre de 2018) fue una actriz, bailarina y modelo flamenca.
En 2009, tuvo su primera experiencia televisiva con un tema en el programa 1000 zonnen. En la serie de Ketnet Galaxy Park, interpretó al personaje Bo. En 2013, ganó el concurso de modelos Flair. Desde 2013, protagonizó el programa Prinsessia interpretando a la princesa Roos. También interpretó el papel de Fien en la serie holandesa Nieuwe Tijden desde 2017.
A principios de diciembre de 2018, a la edad de 26 años, se suicidó y fue enterrada el 15 de diciembre en la iglesia Sint-Martinus de Houthalen.

## Televisión
- 2013-2014 - Galaxy Park, como Bo[3]
- 2013-2018 - Prinsessia, como Princensa Roos
- 2017-2018 - Nieuwe Tijden, como Fien Poirier
- 2017-2018 - Biba & Loeba, como Biba
- 2018 - Secrets, como  Adina